# 萨拉吉克乌梁海旗

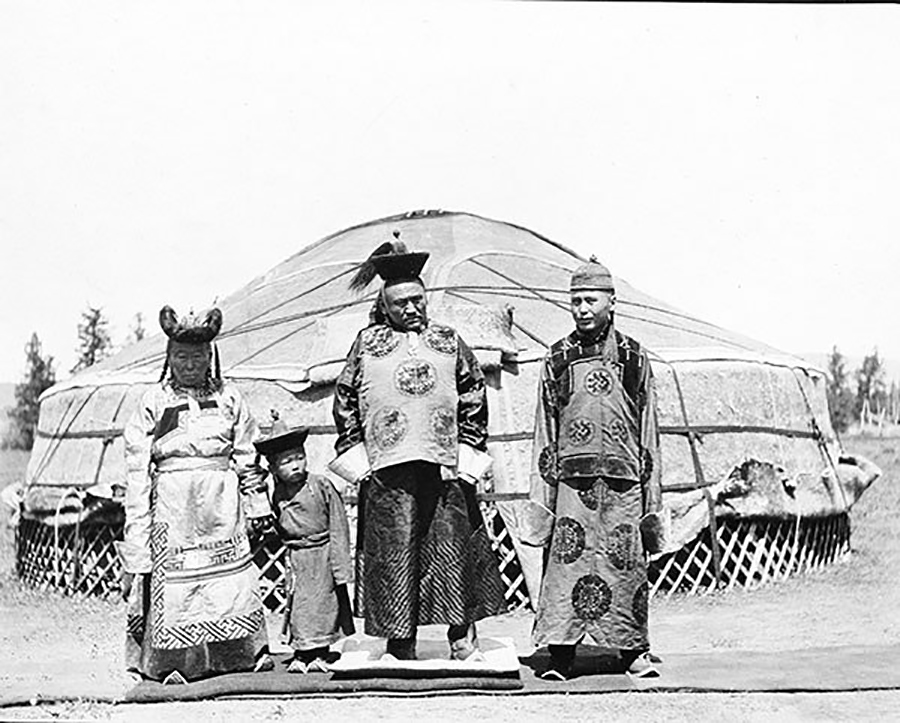
萨拉吉克旗总管伊德木苏荣（Идам-Сюрун）及其家人，摄于1914年

萨拉吉克旗全称萨拉吉克乌梁海旗，清代蒙古旧旗名。为唐努乌梁海所属五旗之一。其地在今俄罗斯图瓦共和国境内小葉尼塞河南。
乾隆年间青袞雜卜所属乌梁海人，分为特斯、奇木、托锦、锡尔克腾四部。清朝平定其叛乱後，乾隆二十四年（1759年），清廷将这4个部落分别改为唐努、萨拉吉克、托锦、库苏古尔4个旗。乌梁海奇木部即萨拉吉克旗。外蒙古独立后，亲俄派主导的唐努乌梁海等三旗宣布独立，并请援俄罗斯。1914年，俄罗斯帝国正式设立乌梁海边疆区，从此唐努旗、萨拉吉克旗、托锦旗成为俄国的保护领。俄国内战期间一度被中国军队占领，後恢复独立。1929年改名卡赫姆區。1944年随唐努图瓦加入苏联。